# Stina!
Stina! är ett svenskt underhållningsprogram från 2007 där Stina Lundberg Dabrowski intervjuar svenska och internationella gäster. Programmet började sändas i mars 2007 och direktsändes i SVT.

Förutom intervjuer bjöds det även på livemusik. Husband var tolvmannabandet Calle Real.
Gäster som varit med i programmet är bland andra Henrik Larsson, Filip och Fredrik, Liza Minnelli och Stellan Skarsgård.

## Medverkande första säsongen
- Avsnitt 1: Martina Haag, Stellan Skarsgård, Hugh Grant (bandad intervju), Darin, Jonas Andersson (satt i Bolivianskt fängelse 3,5 år), Lena Philipsson och Orup.
- Avsnitt 2: Mona Sahlin, Christine Meltzer och Örjan Ramberg.
- Avsnitt 2: Al Gore, Sissela Kyle och Henrik Larsson.
- Avsnitt 4: 7 april 2007  - Filip och Fredrik, Filippa Reinfeldt och Liza Minnelli (bandad intervju). Liveartist: Timbuktu.
- Avsnitt 5: 14 april 2007 - Christer Fuglesang (och delar av besättningen), Åsa Sandell, Ola Salo (och The Ark).
- Avsnitt 6: 21 april 2007 - Plura Jonsson, Annika Falkengren, Laleh och  Manuel Knight.
- Avsnitt 7: 28 april 2007 - Marie Göranzon, Britt Ekland, Carolina Gynning, Bryan Ferry och Scissor Sisters.
- Avsnitt 8: 5 maj 2007 - Janne Josefsson, Börje Ahlstedt, Jens Lapidus och Ebba von Sydow.
- Avsnitt 9: 12 maj 2007 - Ayaan Hirsi Ali och Björn Ulvaeus